# Grindel (Szwajcaria)
Grindel (gsw. Gringel, fr. Grandelle) – miejscowość i gmina w Szwajcarii, w kantonie Solura, w jednostce administracyjnej (Amtei) Dorneck-Thierstein, w okręgu Thierstein. 

## Demografia
W Grindel mieszkają 504 osoby. W 2021 roku 13,7% populacji gminy stanowiły osoby urodzone poza Szwajcarią. 